# Lista de unidades de pesquisa e entidades de ciência e tecnologia do Brasil
Esta é uma lista de unidades de pesquisa e entidades vinculadas ao Ministério da Ciência, Tecnologia e Inovação do Brasil.
- Agência Espacial Brasileira (AEB)
- Laboratório Nacional de Luz Síncrotron (LNLS)
- Centro Brasileiro de Pesquisas Físicas (CBPF)
- Centro de Tecnologia da Informação Renato Archer (CTI-RA)
- Centro de Gestão e Estudos Estratégicos (CGEE)
- Centro de Tecnologia Mineral (CETEM)
- Centro Nacional de Monitoramento e Alertas de Desastres Naturais (Cemaden)
- Comissão Nacional de Energia Nuclear (CNEN)
- Conselho Nacional de Ciência e Tecnologia (CCT)
- Conselho Nacional de Desenvolvimento Científico e Tecnológico (CNPq)
- Financiadora de Estudos e Projetos (FINEP)
- Instituto Brasileiro de Informação em Ciência e Tecnologia (IBICT)
- Instituto de Desenvolvimento Sustentável Mamirauá (IDSM)
- Instituto Nacional de Matemática Pura e Aplicada (IMPA)
- Instituto Nacional de Pesquisa da Amazônia (INPA)
- Instituto Nacional de Pesquisas Espaciais (INPE)
- Instituto Nacional de Tecnologia (INT)
- Instituto Nacional do Semiárido (INSA)
- Laboratório Nacional de Astrofísica (LNA)
- Laboratório Nacional de Computação Científica (LNCC)
- Museu de Astronomia e Ciências Afins (MAST)
- Museu Paraense Emílio Goeldi (MPEG)
- Observatório Nacional (ON)
- Rede Nacional de Ensino e Pesquisa (RNP)